# Afternoon
Afternoon (jap. 月刊アフタヌーン, Gekkan Afutanūn) ist ein japanisches Manga-Magazin, das sich an junge Männer (Seinen) richtet. Es ist ein Schwestermagazin der Morning.
Das Magazin erscheint am 25. im Vorvormonat der abgedruckten Nummer beim Kōdansha-Verlag zu einem Preis von 700 Yen bei 800 bis 900 Seiten. Den Hauptteil des Magazins machen verschiedene Kapitel von knapp 30 Manga-Serien und Manga-Kurzgeschichten aus. Diese sind meist Comedy- oder Romantikgeschichten wie Oh! My Goddess oder ernsthafte Historienepen wie Blade of the Immortal. Allerdings erscheinen auch mehrere experimentelle und teils alternative Manga wie Naru Taru im Afternoon, da es seinen Künstlern viele Freiheiten in Bezug auf die Handlung lässt. Viele der Serien werden auch als Anime verfilmt.
Afternoon erschien erstmals am 25. Januar 1986 als Zusatzmagazin zur Morning. Seine höchste Auflage hatte das Magazin zwischen 1994 und 1995. Zu dieser Zeit beinhaltete eine Ausgabe ungefähr 1000 Seiten. 2005 hatte es eine durchschnittliche Auflage von 134.000 Stück pro Ausgabe und einen Rückgang um 7,4 % gegenüber dem Vorjahr. Seit dem 7. November 2008 erscheint das Schwestermagazin Good! Afternoon.
Seit 1987 vergibt das Magazin den Shiki-shō (四季賞) an neue, talentierte Mangaka. Diese Auszeichnung erhielten unter anderem Tsutomu Nihei, Risu Akizuki und Hiroki Endo.

## Veröffentlichte Serien (Auswahl)

### Fortlaufend
- Genshiken von Kio Shimoku
- Historie von Hitoshi Iwaaki
- Lucu Lucu von Yoshitō Asari
- Medalist von Ikada Tsurumaikada
- Mushishi von Yuki Urushibara
- Nami yo Kiitekure von Hiroaki Samura
- Ore to Akuma no Blues von Akira Hiramoto
- Otonari ni Ginga von Gido Amagakure
- Skip & Loafer von Misaki Takamatsu
- Soft-Metal Vampire von Hiroki Endo
- Vinland Saga von Makoto Yukimura
- Wandance von coffee
- Yakuza Fiancé – Verliebt, verlobt, verpiss dich von Asuka Konishi

### Abgeschlossen / nicht mehr im Magazin
- Abenobashi Mahō Shōtengai von Kenji Tsuruta
- Akkanbe Ikkyu von Hisashi Sakaguchi
- Bakuon Rettō von Tsutomu Takahashi
- Blade of the Immortal von Hiroaki Samura
- Blame! von Tsutomu Nihei
- Blue World von Yukinobu Hoshino
- Coo no Sekai von Hideji Oda
- Dai-Nippon Tengu-tō Ekotoba von Iō Kuroda
- Eden – It’s an Endless World! von Hiroki Endo
- Exaxxion von Kenichi Sonoda
- Gankutsuō von Yura Ariwara und Mahiro Maeda
- Gon von Masashi Tanaka (Farbversion)
- Gunsmith Cats von Kenichi Sonoda
- Gunsmith Cats Burst von Kenichi Sonoda
- Hoshi no Koe von Makoto Shinkai und Mizu Sahara
- Inugami von Masaya Hokazono
- Jiraishin von Tsutomu Takahashi
- Kakusan von Hideji Oda
- Kamikaze von Satoshi Shiki
- Knights of Sidonia von Tsutomu Nihei
- Kiseijū von Hitoshi Iwaaki
- Kotonoha no Niwa von Makoto Shinkai und Midori Motohashi
- Kujibiki Unbalance von Kio Shimoku
- Little Forest von Daisuke Igarashi
- Little Jumper von Yūzō Takada
- Love Roma von Minoru Toyoda
- Milk Closet von Hitoshi Tomizawa
- Mishi von Iō Kuroda
- Mokke von Takatoshi Kumakura
- Naru Taru von Mohiro Kitoh
- Nasu von Iō Kuroda
- Nazo no Kanojo X von Riichi Ueshiba
- NOiSE von Tsutomu Nihei
- Oh! My Goddess von Kōsuke Fujishima
- Poppoya von Jirō Asada und Takumi Nagayasu
- Seraphic Feather von Hiroyuki Utatane
- Shadow Skill von Megumu Okada
- Smuggler von Shohei Manabe
- Spirit of Wonder von Kenji Tsuruta (auch im Morning)
- Tokkō von Tōru Fujisawa
- Wings of Vendemiaire von Mohiro Kitoh
- Yokohama Kaidashi Kikō von Hitoshi Ashinano